# Ha-Gošrim
ha-Gošrim (hebrejsky הַגּוֹשְׁרִים, doslova „Stavitelé mostů“, anglicky HaGoshrim, v oficiálním seznamu sídel HaGosherim) je vesnice typu kibuc v Izraeli, v Severním distriktu, v Oblastní radě ha-Galil ha-Eljon (Horní Galilea).

## Geografie
Leží v nadmořské výšce cca 110 metrů v severní části Chulského údolí v Horní Galileji, nedaleko pramenišť řeky Jordán a cca 36 kilometrů severně od břehů Galilejského jezera.
Vesnice se nachází cca 48 kilometrů severoseverovýchodně od Tiberiasu, cca 150 kilometrů severovýchodně od centra Tel Avivu a cca 75 kilometrů severovýchodně od centra Haify. Je situována v zemědělsky intenzivně využívaném pásu. Ha-Gošrim obývají Židé, přičemž osídlení v tomto regionu je zcela židovské. Výjimkou je skupina drúzských měst na Golanských výšinách cca 10 kilometrů východním směrem.
Ha-Gošrim je na dopravní síť napojena pomocí dálnice číslo 99. Z ní zde k jihovýchodu odbočuje lokální silnice číslo 918 a k severu další lokální komunikace, která vede k městu Ghadžar na izraelsko-libanonské hranici.

## Dějiny

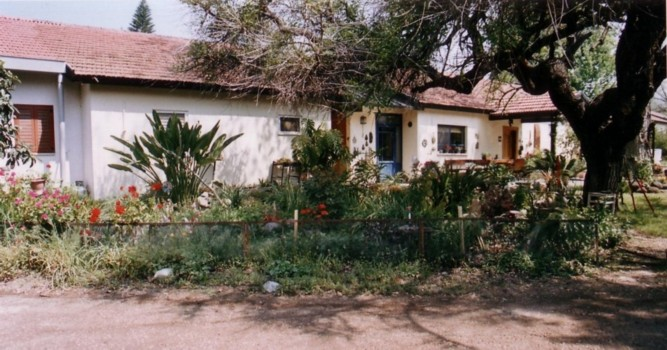
Zástavba v kibucu ha-Gošrim

Ha-Gošrim byl založen v roce 1948. Stojí nedaleko místa bývalého židovského mošavu Nechalim (נחלים) zřízeného zde roku 1944. Pracovní název osady Nechalim zněl Mecudat Usiškin Dalet - מצודות אוסישקין ד (neboli Usiškinova pevnost D). Šlo o součást plánu Mecudot Usiškin vypracovaného Židovskou agenturou na zřízení skupiny židovských osad v Horní Galileji. Během války za nezávislost v roce 1948 byl mošav opuštěn kvůli rozporům mezi jeho členy a kvůli nelehké bezpečnostní situaci a byl přestěhován do okolí Petach Tikva v centrálním Izraeli, kde pod názvem Nechalim existuje dodnes.
K založení ha-Gošrim pak došlo v září 1948. Zakladateli nově zřízeného kibucu byli židovští přistěhovalci z Turecka.
Až do roku 1948 se v okolí nynějšího ha-Gošrim nacházely i arabské vesnice. Cca 1 kilometr severozápadním směrem to byla vesnice al-Khisas. Al-Khisas měla roku 1931 386 obyvatel. Byla koncem května 1948, v počáteční fázi války za nezávislost dobyta jednotkami Palmach v rámci Operace Jiftach a její obyvatelé uprchli. Zástavba v al-Khisas pak byla zcela zbořena.
V roce 1952, kdy došlo k rozkolu v organizaci ha-Kibuc ha-Meuchad (viz Kibucové hnutí), se do ha-Gošrim přistěhovali někteří členové z jiných kibuců, zejména z Kfar Gil'adi a Ajelet ha-Šachar.
Ekonomika kibucu je založena na zemědělství, turistice a průmyslu. Funguje zde firma na výrobu kosmetických přístrojů. Od roku 1998 prošel kibuc privatizací a jeho členové jsou odměňováni individuálně, podle odvedené práce. V ha-Gošrim fungují zařízení předškolní péče. Základní školství je k dispozici v okolních vesnicích Kfar Gil'adi a Dafna. Je zde lékařská a zubní ordinace, plavecký bazén a další sportovní areály, veřejná knihovna a obchod.

## Demografie
Obyvatelstvo ha-Gošrim je většinově sekulární. Podle údajů z roku 2014 tvořili naprostou většinu obyvatel ha-Gošrim Židé (včetně statistické kategorie "ostatní", která zahrnuje nearabské obyvatele židovského původu ale bez formální příslušnosti k židovskému náboženství).
Jde o menší sídlo vesnického typu s dlouhodobě rostoucí populací. K 31. prosinci 2014 zde žilo 699 lidí. Během roku 2014 klesla populace o 1,3 %.
| Rok            | 1948 | 1961 | 1972 | 1983 | 1995 | 2001 | 2003 | 2004 | 2005 | 2006 | 2007 | 2008 | 2009 | 2010 | 2011 | 2012 | 2013 | 2014 |
| -------------- | ---- | ---- | ---- | ---- | ---- | ---- | ---- | ---- | ---- | ---- | ---- | ---- | ---- | ---- | ---- | ---- | ---- | ---- |
| Počet obyvatel | 138  | 431  | 412  | 473  | 533  | 534  | 514  | 508  | 523  | 519  | 539  | 536  | 599  | 574  | 603  | 683  | 708  | 699  |